# Théorie des invariants
En mathématiques, la théorie des invariants est une branche de l'algèbre abstraite qui traite des actions de groupes sur les variétés algébriques, comme les espaces vectoriels, du point de vue de leur effet sur certaines fonctions. Classiquement, la théorie s'intéressait à la description explicite de fonctions polynomiales des coordonnées qui sont invariantes, sous les transformations d'un groupe linéaire donné. Par exemple, si l'on considère l'action du groupe  spécial linéaire SLn(R) sur l'espace des matrices carrées réelles de dimension n par multiplication à gauche, alors le déterminant est un invariant de cette action car le déterminant de AX égale le déterminant de X, quand  A est dans SLn(R).
La théorie a été introduite et développée en particulier par Arthur Cayley, James Joseph Sylvester, Charles Hermite, Paul Gordan et de nombreux autres mathématiciens.

## Invariants en géométrie classique
La plupart des invariants des géométries classiques (distances, angles, birapport, volume) sont, à un paramètre près, des fonctions polynomiales invariantes pour un groupe classique et ont des analogues sur des corps commutatifs plus généraux. Par exemple, dans un espace affine euclidien, la fonction qui associe à deux points le carré de leur distance est polynomiale, invariante par le groupe des isométries. La théorie des invariants consiste, pour une action de groupe donnée, à dresser une liste de fonctions polynomiales élémentaires invariantes pour le groupe considéré, desquelles toute autre fonction polynomiale invariante se déduit.
On peut citer les exemples suivants :
- Pour le groupe symétrique permutant n nombres {\displaystyle x_{1},\dots ,x_{n}}, les polynômes symétriques élémentaires sont invariants, et tout polynôme en {\displaystyle x_{1},\dots ,x_{n}} invariant par le groupe symétrique est une expression algébrique de ces fonctions élémentaires.
- Pour le groupe orthogonal agissant dans un espace euclidien, le produit scalaire est invariant, et toute fonction de plusieurs vecteurs polynomiale en les composantes de ces vecteurs et invariante par le groupe est une expression algébrique du produit scalaire de ces vecteurs.
- Pour le groupe spécial orthogonal agissant dans un espace euclidien orienté, le produit scalaire et le produit mixte sont invariants, et toute fonction de plusieurs vecteurs polynomiale en les composantes de ces vecteurs et invariante par le groupe est une expression algébrique du produit scalaire et du produit mixte de ces vecteurs.
- Pour le groupe spécial linéaire agissant sur un espace vectoriel de dimension finie n et sur son dual, le déterminant de n vecteurs ou de n formes linéaires, ainsi que le produit {\displaystyle \varphi (x)} d'une forme linéaire appliquée à un vecteur sont des invariants du groupe, et toute fonction de vecteurs ou de formes linéaires polynomiale en les composantes de ces vecteurs ou de ces formes linéaires est une expression algébrique de ces déterminants et de ces produits.

Mêlant action de groupe et expression algébrique, cette théorie est directement basée sur celle des groupes algébriques classiques.